# デヴィッド・マクミラン (音響技術者)
デヴィッド・マクミラン（David MacMillan）は、北アイルランド出身でアメリカ合衆国で活動する音響技術者である。1973年から70本以上の映画にクレジットされ、アカデミー賞録音賞を3度獲得した。

## 生い立ちとキャリア
北アイルランドで生まれ、その後はカナダに移ってカナダ放送協会（CBC）で働き、24歳までにテレビ番組やドキュメンタリーの録音を務める。1968年夏にアメリカ合衆国カリフォルニア州を訪れてドキュメンタリー制作に参加した後はCBCを辞め、フランシス・フォード・コッポラと知り合った縁でアメリカン・ゾエトロープに加わる。

## 受賞とノミネート
| 賞               | 年   | 部門   | 作品名         | 結果       |
| ---------------- | ---- | ------ | -------------- | ---------- |
| アカデミー賞     | 1983 | 録音賞 | ライトスタッフ | 受賞       |
| アカデミー賞     | 1994 | 録音賞 | スピード       | 受賞       |
| アカデミー賞     | 1995 | 録音賞 | アポロ13       | 受賞       |
| 英国アカデミー賞 | 1994 | 音響賞 | スピード       | ノミネート |
| 英国アカデミー賞 | 1995 | 音響賞 | アポロ13       | 受賞       |